# Régiment de tirailleurs annamites
Ne doit pas être confondu avec Chasseurs annamites.
Le régiment de tirailleurs annamites (RTA) est un régiment constitué sous la IIIe République. Il combat notamment lors de la Seconde Guerre mondiale contre les forces japonaises.

## Création et différentes dénominations
- 2 décembre 1879 : création du régiment de tirailleurs annamites.
- 16 octobre 1903 : dédoublé en 1er régiment de tirailleurs annamites et 2e régiment de tirailleurs annamites[1],[2]
- 1er juin 1907 : renommé régiment de tirailleurs annamites[1]
- 1939 à 1941 : un régiment de tirailleurs annamites bis existe de septembre 1939 à juillet 1941
- 10 mars 1945 : disparu au coup de force japonais[1]

## Historique des garnisons, combats et batailles du1erRTA

### De 1879 à 1914

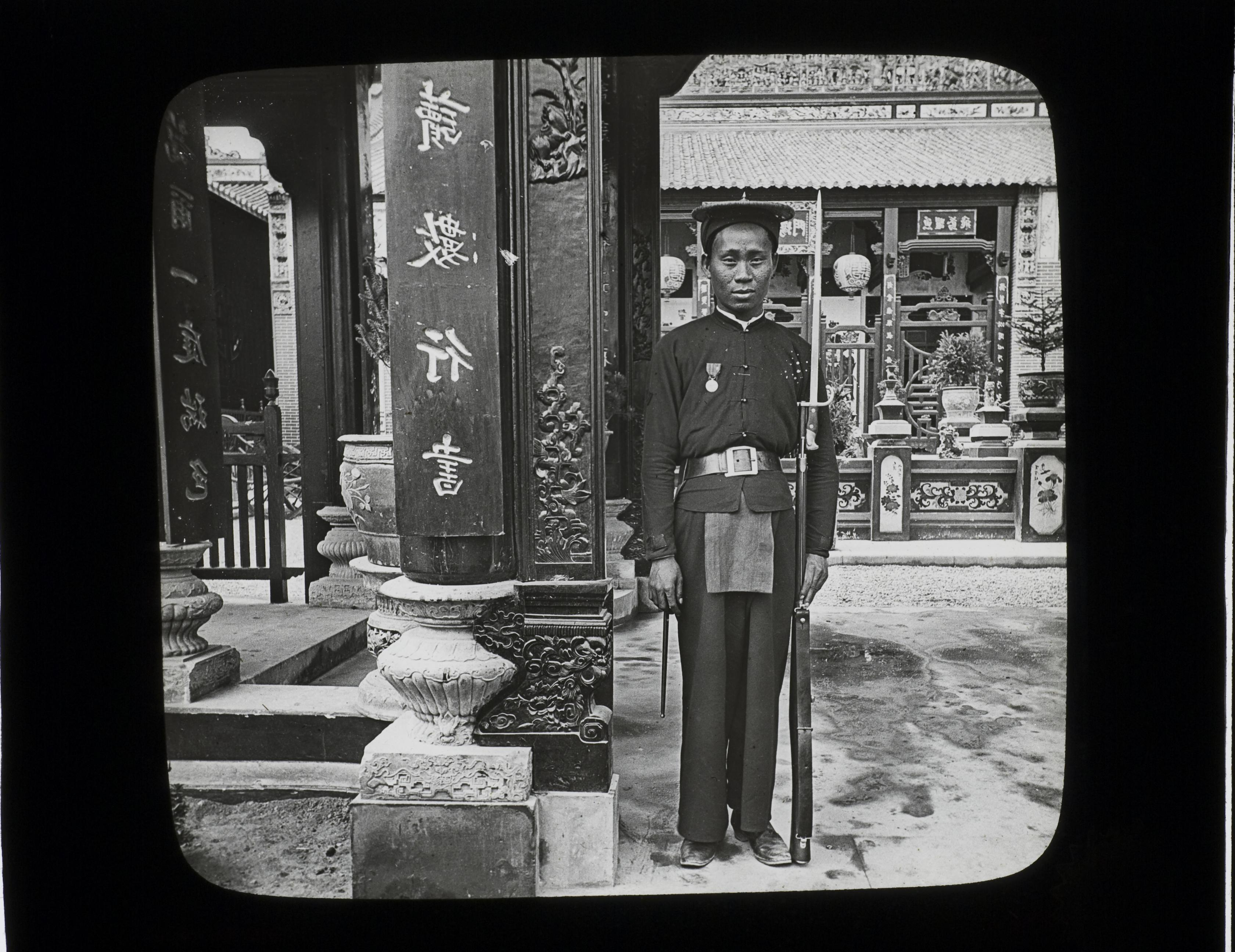
Tirailleurs annamite à l'exposition universelle de Paris de 1889.

Le régiment de tirailleurs annamites est créé le 2 décembre 1879, à deux petits bataillons de 250 hommes. Recruté en Cochinchine, il est le premier régiment français à incorporer des Indochinois. Dix-huit des officiers sont locaux.
En 1883, le régiment prend part à la conquête du Tonkin, jusqu'en 1885. Qualifiés initialement par les tirailleurs algériens de « soldats-demoiselles » à cause de leur petite taille, les tirailleurs annamites se font remarquer pour leur courage, notamment pendant les assauts sur la forteresse de Sontay. En 1885, le régiment passe à trois bataillons.
Les tirailleurs annamites sont souvent victimes d'une vision raciste de certains commandants français, qui ne les jugent pas assez fiables, tandis que d'autres, comme le général Pennequin, sont impressionnés par leurs qualités militaires.
En 1893, des éléments du régiment s'emparent de Stung Treng et Khone pour faire céder le Siam qui s'oppose à l'établissement d'un protectorat français sur le Laos.
Il est dédoublé en 1903, devenant le 1er régiment de tirailleurs annamites. Le 2e régiment de tirailleurs annamites est dissous en 1906. Le 1er régiment est alors augmenté à trois bataillons dont un de Cambodgiens.

### De 1914 à 1945

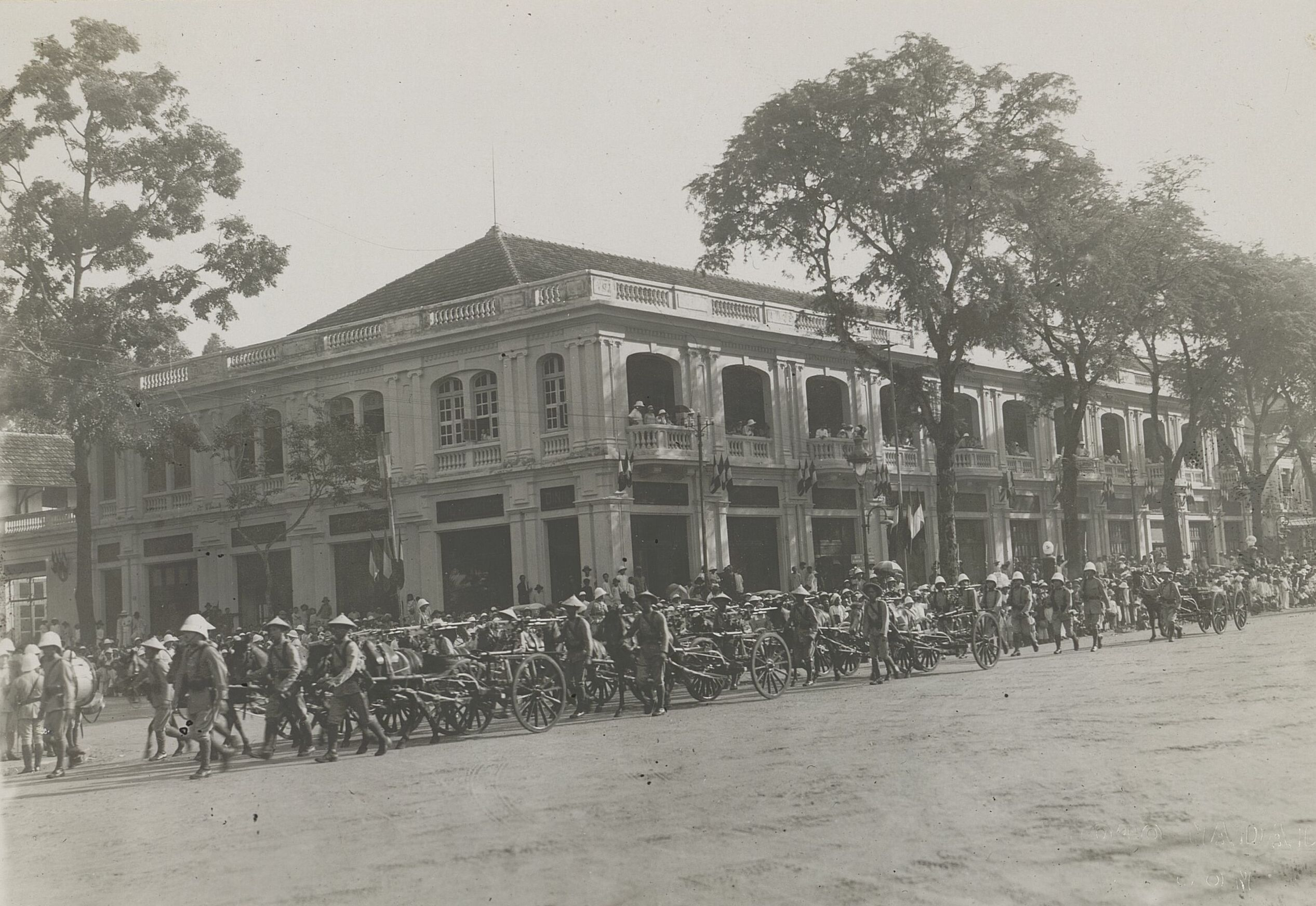
La compagnie de mitrailleuses du 1er bataillon défile à Saïgon le 14/7/1929.

Dans les années 1930, le régiment, formé à trois bataillons, est caserné à Saïgon et dépend de la Division du Tonkin,. En 1939, le régiment a, en plus de sa garnison à Saïgon, des portions à Cap-Saint-Jacques et Mỹ Tho. À la mobilisation de septembre 1939 est créé le régiment de tirailleurs annamites bis, dissous en juillet 1941.
Le RTA et le RTA bis participent à la guerre de 1941 contre la Thaïlande au Cambodge.
Il combat lors de la Seconde Guerre mondiale contre les forces japonaises et disparaît lors du coup de force japonais de 1945.

## Chefs de corps
De 1879 à 1936 :
- 1879 : chef de bataillon Aubert
- 1879 : lieutenant-colonel (puis colonel) Reybaud
- 1882 : chef de bataillon Pernot
- 1885 : chef de bataillon Delaphane
- 1886 : colonel de Badens
- 1886 : lieutenant-colonel Chevallier
- 1888 : colonel Miramond
- 1890 : lieutenant-colonel Houry
- 1892 : lieutenant-colonel Poulnot
- 1894 : lieutenant-colonel de Bauquesne
- 1896 : chef de bataillon Morel
- 1897 : colonel Grégoire
- 1897 : chef de bataillon Morel
- 1897 : colonel Dulieu
- 1897 : chef de bataillon Morel
- 1897 : colonel Lagarde
- 1901 : lieutenant-colonel Drude (en)
- 1903 : colonel Rabier
- 1904 : lieutenant-colonel Brenot
- 1905 : colonel Dain
- 1906 : colonel Bourgey
- 1907 : colonel Boudonnet
- 1908 : colonel Ronget
- 1910 : colonel Ytasse
- 1911 : colonel Ronget
- 1911 : colonel Pourrat
- 1912 : colonel Bethouart
- 1913 : colonel Friquegnon
- 1914 : lieutenant-colonel Dehove
- 1915 : lieutenant-colonel Virgitti
- 1917 : colonel Jarnot
- 1919 : colonel Vacher
- 1921 : colonel Lacour
- 1922 : colonel  Benezech
- 1923 : lieutenant-colonel Galand
- 1923 : colonel Bonnet
- 1925 : chef de bataillon Haillot
- 1925 : lieutenant-colonel Gignoux
- 1925 : colonel Landais
- 1928 : colonel Raymond
- 1930 : lieutenant-colonel Noel
- 1930 : colonel Masse
- 1932 : lieutenant-colonel Delayen
- 1932 : colonel Masse
- 1933 : colonel Benard
- 1935 : lieutenant-colonel Carles
- 1935 : colonel Pacaud

## Traditions

### Drapeau
Le drapeau du régiment lui est remis par le président Poincaré le 14 juillet 1913 lors de la revue de Longchamp,. Il porte les inscriptions suivantes :
- Sontay 1883
- Bac-Ninh 1884
- Cambodge 1885
- Laos 1893-1895

Dans l'inventaire du Service historique de la Défense, ces inscriptions sont réservées au drapeau du 1er régiment de tirailleurs annamites, le régiment de tirailleurs annamites ayant un drapeau sans inscriptions.

### Uniforme

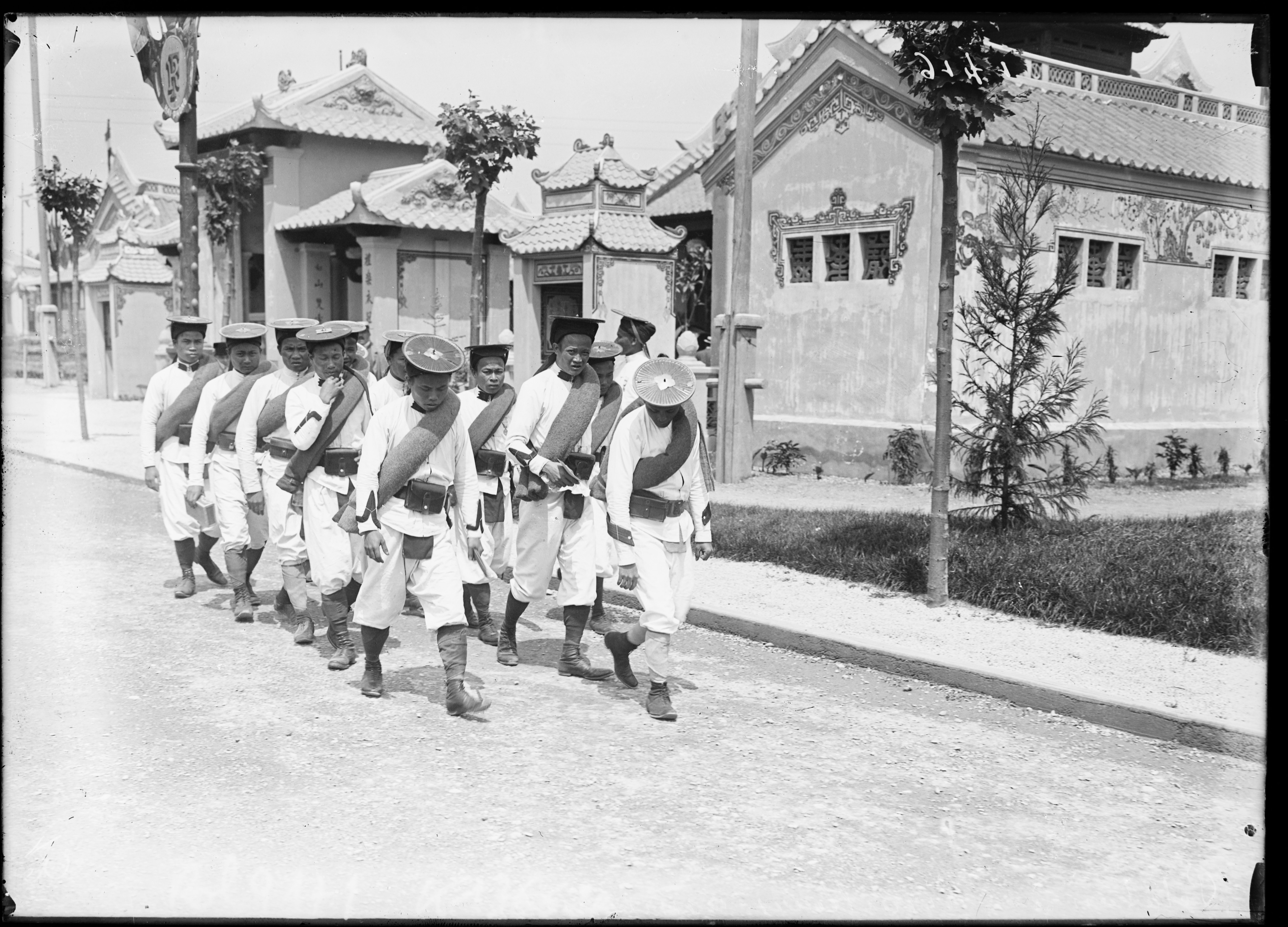
Tenue blanche des tirailleurs annamites en 1910.

L'uniforme du régiment est calqué sur les vêtements locaux. Les tirailleurs portent le salacco, chapeau rond en lamelles de bambou,. En 1884, leur uniforme est une courte veste et un pantalon noirs, avec une ceinture rouge. À partir de 1885 environ, l'uniforme devient bleu foncé, avec des parements rouges. Les tirailleurs en Indochine reçoivent ensuite trois ensembles pantalons-vestes : un bleu foncé à parements rouges, un blanc pour l'hiver et un entièrement noir comme tenue de campagne. Cette dernière couleur est remplacée par le kaki vers 1895.
En 1916, les tirailleurs annamites envoyés en Europe portent, comme les autres unités d'origine indochinoise, une veste en toile et flanelle et le béret bleu horizon.
À partir des années 1930, les tirailleurs annamites adoptent le casque colonial modèle 1931, orné de l'ancre des troupes coloniales.

### Insigne
L'insigne a été réalisé en 1939. Il présente un cobra (ou un nāga) et un tigre. Ces deux animaux sont courants en Annam. Ils symbolisent également l’agressivité.

## Personnalités ayant servi au régiment
- Charles Rondony (1856-1914), comme lieutenant en 1883-1884 ;
- Léon Raffenel (1856-1914), comme chef de bataillon en 1892-1893 ;
- Antoine Drude (en) (1853-1953), comme lieutenant-colonel en 1901-1902 ;
- Victor-Charles-Émile Dain (1855-1927), au régiment de tirailleurs annamites de 1893 à 1895 puis au 1er régiment de 1903 à 1905[19] ;
- Joseph Aymerich (1858-1937), comme capitaine en 1895 ;
- Pierre Marchand (1893-1971), général, Compagnon de la Libération, comme capitaine en 1920 ;
- Henri Muller (1900-1944), Compagnon de la Libération, comme adjudant en 1930-1932 ;
- Paul Gauffre (1910-1944), Compagnon de la Libération, comme sergent en 1935-1936.